# Episodi di Grantchester (seconda stagione)
La seconda stagione della serie televisiva Grantchester è composta da sei episodi ambientati nel 1954. Alcuni sono basati sui racconti della raccolta Sidney Chambers and the Perils of the Night di James Runcie, secondo libro del ciclo The Grantchester Mysteries.
L'annuncio che la serie sarebbe stata rinnovata arrivò due settimane dopo la fine delle trasmissioni della prima stagione, il 26 novembre 2014. Il cast principale, che era già stato opzionato in caso di rinnovo, venne confermato in blocco, mentre il personaggio di Hildegard Staunton (interpretato da Pheline Roggan) non fu riproposto. La sceneggiatrice Daisy Coulam entrò a far parte della produzione in veste di produttore associato.
Le riprese iniziarono alla fine di luglio 2015 e si conclusero nel mese di ottobre. Il ritardo rispetto alla stagione precedente fu dovuto alla decisione del canale britannico ITV di collocare lo spettacolo all'interno del palinsesto invernale invece che di quello autunnale.
Il primo episodio venne proiettato in anteprima a Grantchester la sera del 28 febbraio 2016 alla presenza di James Norton e di alcuni membri della produzione. Nel resto del Regno Unito la stagione è stata trasmessa da ITV dal 2 marzo al 6 aprile, mentre in Italia è andata in onda su Giallo dal 13 al 27 giugno dello stesso anno.
Nel novembre 2015 Lovely Day, la società responsabile della produzione di Grantchester, è stata assorbita dalla sua controllante Kudos. Nonostante la seconda stagione sia stata interamente realizzata da Lovely Day, formalmente lo spettacolo risulta essere stato prodotto da Kudos.
| nº | Titolo originale | Titolo italiano | Prima TV Regno Unito | Prima TV Italia |
| -- | ---------------- | --------------- | -------------------- | --------------- |
| 1  | Episode 1        | Episodio 1      | 2 marzo 2016         | 13 giugno 2016  |
| 2  | Episode 2        | Episodio 2      | 9 marzo 2016         | 13 giugno 2016  |
| 3  | Episode 3        | Episodio 3      | 16 marzo 2016        | 20 giugno 2016  |
| 4  | Episode 4        | Episodio 4      | 23 marzo 2016        | 20 giugno 2016  |
| 5  | Episode 5        | Episodio 5      | 30 marzo 2016        | 27 giugno 2016  |
| 6  | Episode 6        | Episodio 6      | 6 aprile 2016        | 27 giugno 2016  |

## Episodio 1
- Titolo originale: Episode 1
- Diretto da: Tim Fywell
- Scritto da: Daisy Coulam

### Trama
Sidney viene arrestato con l'accusa di aver violentato Abigail Redmond, una quindicenne che frequenta la parrocchia. Le accuse partono da Harding Redmond, il padre della giovane, che sostiene di aver trovato un diario nel quale la figlia avrebbe confessato la violenza. Subito rilasciato, Chambers cerca un confronto con Abigail, ma della ragazza non vi è traccia. Allarmato da un possibile scandalo, l'arcidiacono affianca a Chambers il reverendo Sam Milburn.
- Ascolti Regno Unito: telespettatori 7.661.000 (ITV: 5.921.000, ITV HD: 1.295.000, ITV+1: 445.000)[13]
- Vagamente basato sul racconto Love and Arson.[14]

## Episodio 2
- Titolo originale: Episode 2
- Diretto da: Tim Fywell
- Scritto da: John Jackson

### Trama
Il professor Valentine Lyall, docente al King's College di Cambridge, viene trovato morto dopo essere precipitato da una guglia della cappella dell'università. Mentre proseguono i tentativi di Geordie per trovare una compagna a Sidney, Amanda approfitta dell'assenza del marito per tornare a Grantchester. Harding Redmond non nasconde il suo livore nei confronti di Phyllis Bell, la madre di Gary, per ciò che è successo a sua figlia.
- Ascolti Regno Unito: telespettatori 6.110.000 (ITV: 4.430.000,[15] ITV HD: 1.209.000, ITV+1: 471.000[13])
- Basato sul racconto The Perils of the Night.

## Episodio 3
- Titolo originale: Episode 3
- Diretto da: David O'Neill
- Scritto da: Daisy Coulam

### Trama
Theo Graham confessa al reverendo Chambers di aver accoltellato a morte Eric Whitaker, il proprietario della pensione presso cui soggiorna, ma la presunta vittima risulta essere viva e vegeta. Mentre Amanda non riesce ad allontanarsi da Cambridge, Sidney porta avanti la sua relazione con Margaret Ward, ma la presenza della donna inquieta la signora Maguire, che teme di essere messa da parte. Leonard Finch inizia a frequentare in segreto il fotografo Daniel Marlowe.
- Ascolti Regno Unito: telespettatori 6.903.000 (ITV: 5.270.000,[15] ITV HD: 1.172.000, ITV+1: 461.000[13])

## Episodio 4
- Titolo originale: Episode 4
- Diretto da: David O'Neill
- Scritto da: Joshua St Johnston

### Trama
Reggie Lawson chiede a Sidney un esorcismo contro il fantasma della defunta moglie, che sembra tormentare la sua casa. Nel frattempo si svolge il processo a Gary Bell e la scelta del reverendo Chambers di testimoniare in suo favore crea forti tensioni con Geordie e Harding Redmond.
- Ascolti Regno Unito: telespettatori 5.730.000 (ITV: 5.310.000,[15] ITV+1: 420.000[13])

## Episodio 5
- Titolo originale: Episode 5
- Diretto da: Edward Bennett
- Scritto da: Daisy Coulam

### Trama
Gli sforzi dell'ispettore Keating per mettere dietro le sbarre Eddie Jones, un violento padre di famiglia, hanno successo quando in casa dell'uomo vengono ritrovati dei gioielli rubati. Durante il viaggio verso il carcere il prigioniero provoca ed insulta Geordie, che fa in modo di rimanere da solo con lui in cella. Il giorno dopo Jones viene ritrovato morto con evidenti segni di percosse, mentre Keating, che risulta essere l'ultima persona ad averlo visto vivo, presenta escoriazioni sulle nocche di una mano. Nel frattempo Amanda mette in moto le sue conoscenze per evitare l'impiccagione a Gary Bell, mentre Sidney prova a dare conforto al giovane negli ultimi giorni prima dell'esecuzione. L'arrivo di uno spasimante intenzionato a corteggiare la signora Maguire e un infelice commento di Finch a questo riguardo creano forti tensioni tra i due.
- Ascolti Regno Unito: telespettatori 5.513.000 (ITV: 5.200.000,[15] ITV+1: 313.000[13])

## Episodio 6
- Titolo originale: Episode 6
- Diretto da: Edward Bennett
- Scritto da: Daisy Coulam

### Trama
L'impiccagione di Gary Bell ha sconvolto il reverendo Chambers, che si è rifugiato nell'alcol. Mentre l'arcidiacono propone a Leonard di prenderne il posto alla guida del vicariato, la signora Maguire chiede l'aiuto di Amanda, ma dopo l'ultimo dialogo con Sidney la donna sembra volersi concentrare sul proprio matrimonio. Sam Milburn torna a Grantchester per chiedere all'amico di un tempo di perdonarlo, ma fugge via alla vista dei coniugi Redmond. Sidney riesce allora a riprendersi dalla sua apatia e a mettere da parte le ostilità con Geordie per cercare Milburn.
- Ascolti Regno Unito: telespettatori 5.630.000 (ITV: 5.290.000,[15] ITV+1: 340.000[13])